# Baladou
Baladou település Franciaországban, Lot megyében. Lakosainak száma 391 fő (2022. január 1.). Baladou Cuzance, Creysse, Lachapelle-Auzac, Martel és Mayrac községekkel határos.

## Népesség
A település népességének változása:
| Lakosok száma | 286  | 256  | 295  | 397  | 405  | 408  | 399  | 386  | 384  | 391  |
|               | 1968 | 1982 | 1990 | 2006 | 2013 | 2015 | 2017 | 2019 | 2020 | 2022 |